# Takeshi Takeoka
Takeshi Takeoka (en japonés: 武岡毅, Takeoka Takeshi; 5 de junio de 1999) es un deportista japonés que compite en judo. Ganó dos medallas en el Campeonato Mundial de Judo, en los años 2024 y 2025, ambas en la categoría de –66 kg.

## Palmarés internacional
| Campeonato Mundial | Campeonato Mundial | Campeonato Mundial | Campeonato Mundial |
| Año                | Lugar              | Medalla            | Categoría          |
| ------------------ | ------------------ | ------------------ | ------------------ |
| 2024               | Abu Dabi (EAU)     | Medalla de plata   | –66 kg             |
| 2025               | Budapest (Hungría) | Medalla de oro     | –66 kg             |